# Église Neuwerk de Goslar
 (septembre 2021).

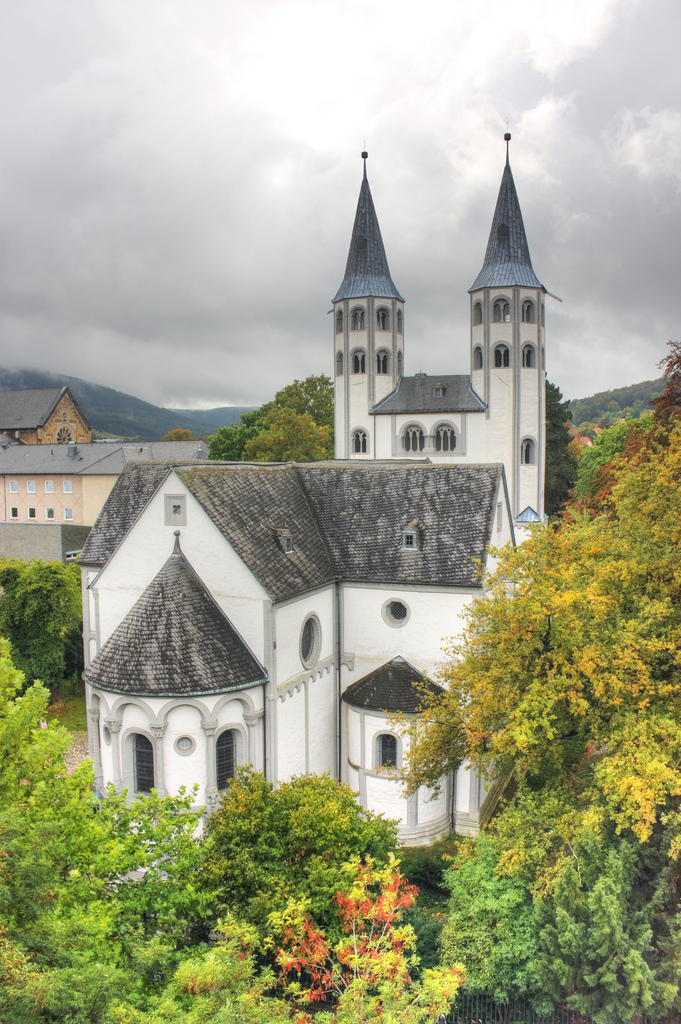
Côté nord-est

La Neuwerkkirche est une ancienne église du monastère du XIIe siècle dans la ville historique de Goslar en Allemagne. Aujourd'hui, elle sert d'église paroissiale protestante. L'état de construction depuis l'époque de sa construction a été préservé dans toutes ses parties. Elle offre donc un exemple élégant de l'architecture romane.

## Histoire

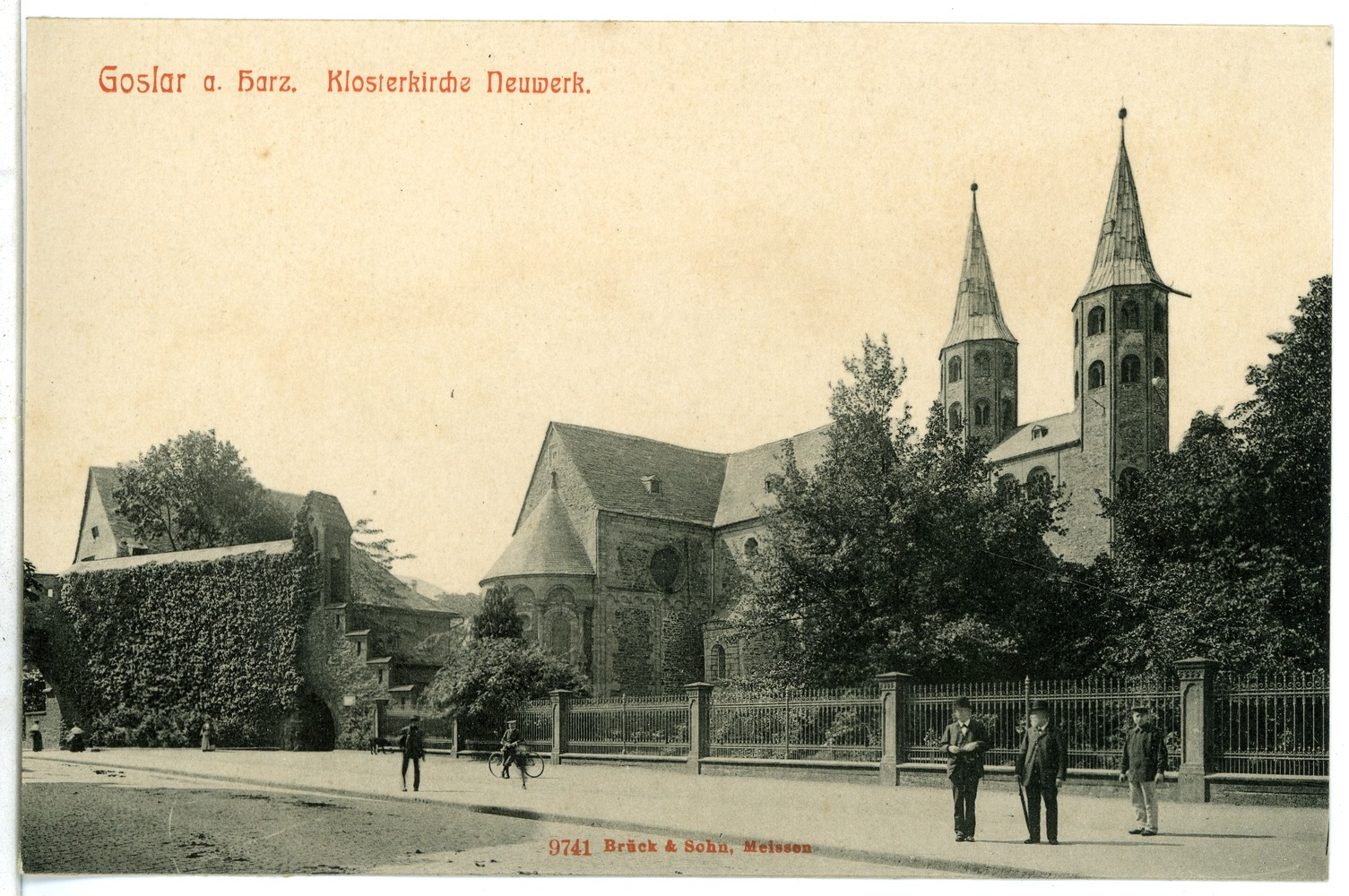
Vue en 1908.

Le bailli (Vogt) impérial Volkmar, au service de l'empereur Frédéric Barberousse, et son épouse Hélène ont fondé au XIIe siècle un couvent à l'extérieur des fortifications de la ville médiévale de Goslar. Cela comprenait également l'église collégiale «St. Maria in horto « (Sainte Marie dans la roseraie), aujourd'hui appelée Neuwerkkirche. La première abbesse est venue d'Ichtershausen en Thuringe avec douze religieuses.
L'église a été consacrée par Adelog, évêque de Hildesheim le 16 octobre 1186. Le couvent vivait initialement selon les règles cisterciennes, bien qu'il n'appartienne pas à l'ordre. En 1199, le monastère fut confirmé pontificalement comme couvent bénédictin. Après l'instauration de la Réforme à Goslar, en 1528, le monastère se soumit au duc Henri II de Brunswick-Wolfenbüttel et restait tout d'abord catholique. À partir de 1667, il a été continué en tant que communauté protestante de femmes et école secondaire pour filles jusqu'aux années 1960. Depuis 1964, l'église est l'église paroissiale de l'ancien quartier paroissial évangélique luthérien de Markt-Georgenberg.

## Construction extérieure
La Neuwerkkirche est une église à plan basilical à voûte en forme de croix. La maçonnerie est en pierre de taille qui a été enduite. Le bâtiment ouest possède deux tours octogonales. Le portail principal du côté nord présente un riche profil. La nef est conçue dans un système lié, à l'est le transept et le chœur se rejoignent. Il y a trois absides, une abside principale qui jouxte le chœur et deux absides transept.

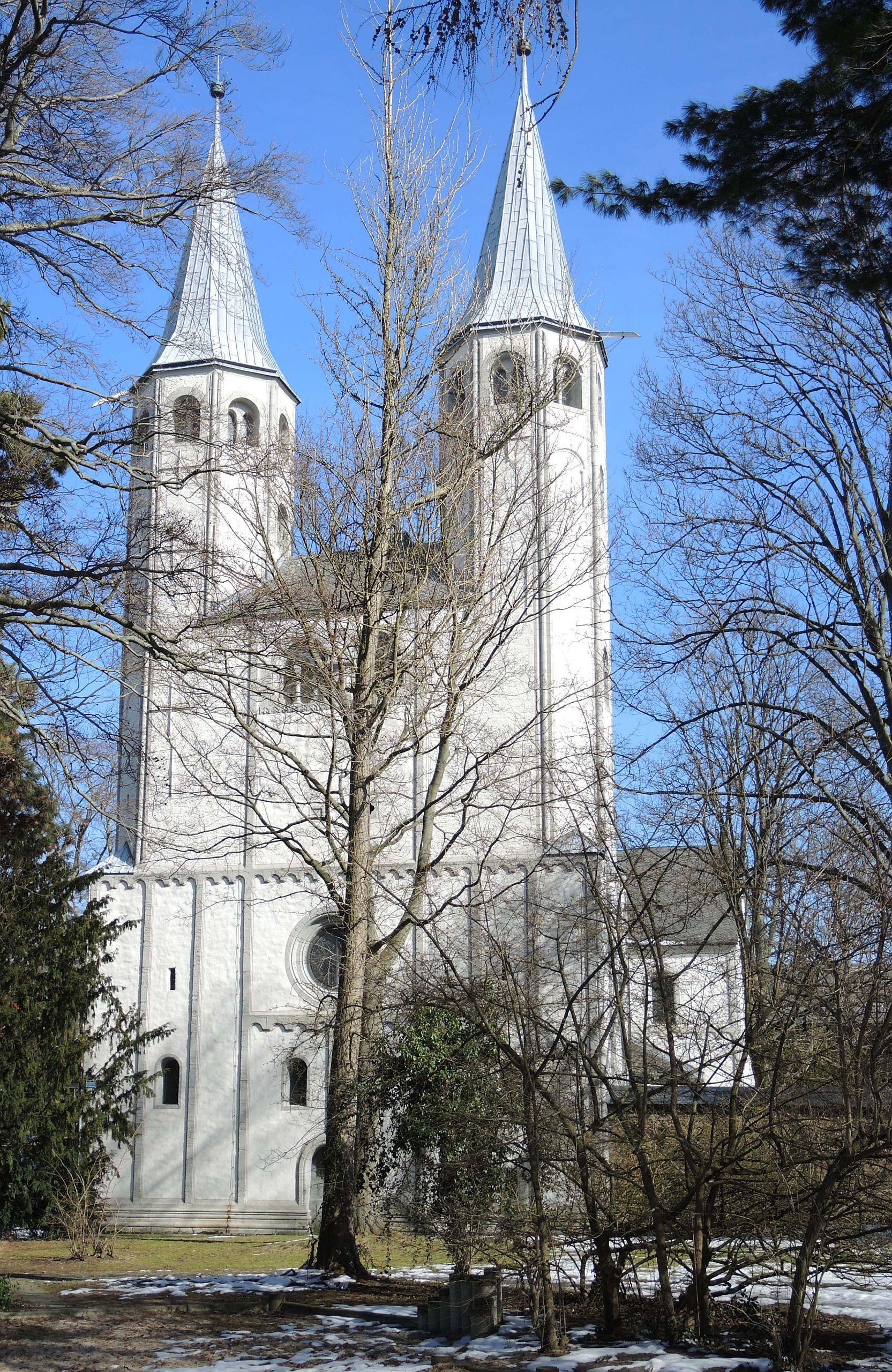
Côté ouest
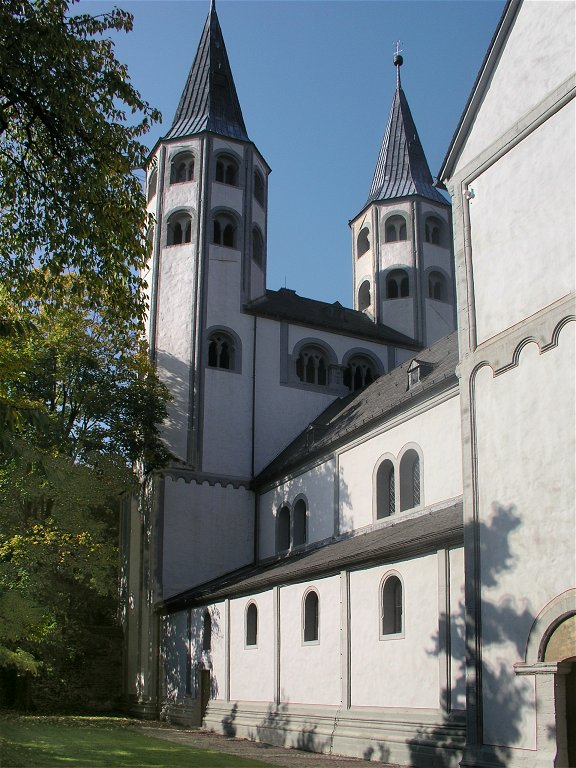
Côté sud-est
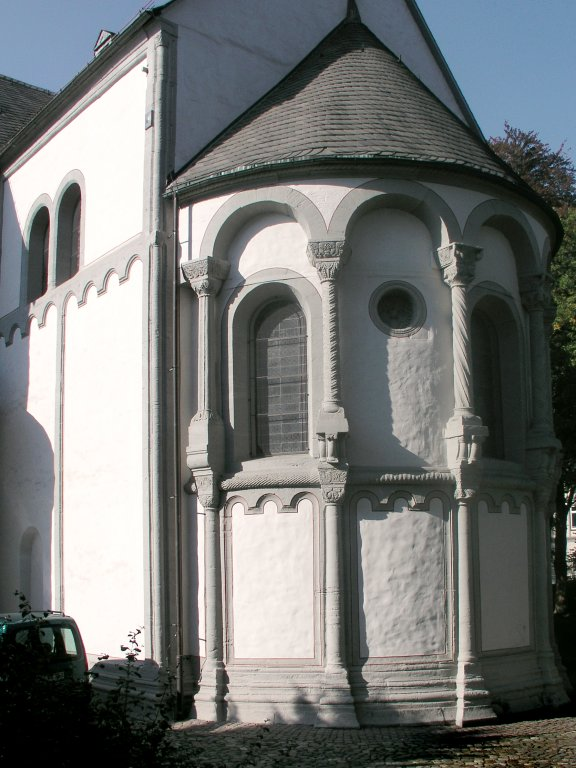
Abside principale richement structurée
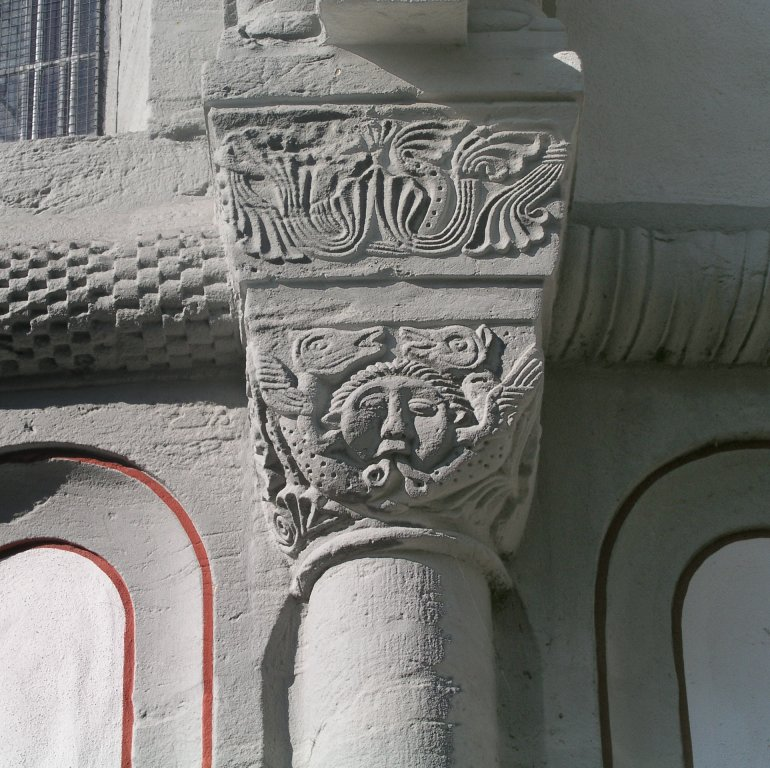
Chapiteau sur l'abside principale

## Absides
Les absides du transept sont simplement structurées par des pilastres et des corniches. L'abside principale à deux étages présente une structure plus riche : elle a des demi-colonnes et une frise en plein cintre dans la partie inférieure. Les chapiteaux et les fûts des colonnes sont extrêmement variés.

## Intérieur
L'intérieur de l'église se caractérise par la transition entre le roman et le gothique primitif. Des arcs en croisée d'ogives et en ceinture déterminent la voûte de la nef centrale. Les piliers intermédiaires plus petits qui séparent la nef voûtée d'arêtes de la nef centrale sont pourvus de colonnes sur les bords.

## Peintures murales
Les peintures murales datent du XIIIe siècle. Elles ont été découvertes et complétées en 1874-75. La voûte de l'abside principale montre le Christ bénissant les genoux de sa mère. Le trône sur lequel les deux sont assis se dresse sur les sept degrés de félicité. Douze lions sont au bout des escaliers. Les deux lions à côté du trône représentent l'archange Gabriel et l'évangéliste Jean. Sept colombes planent au-dessus de la tête de la Vierge, représentant les dons du Saint-Esprit. La scène est flanquée de Pierre et Paul ainsi que de deux personnages agenouillés, un archange et le martyr Étienne.

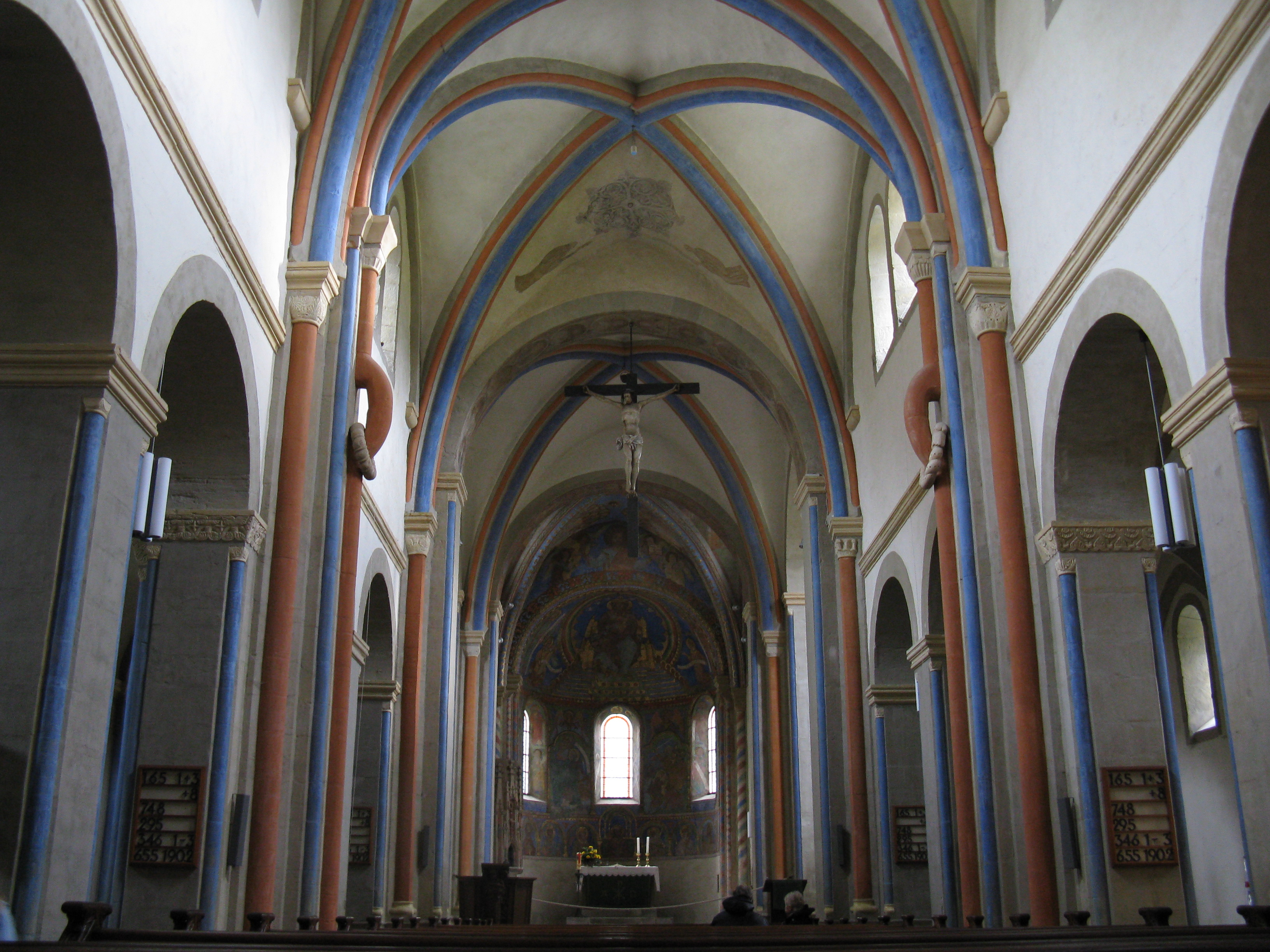
Intérieur
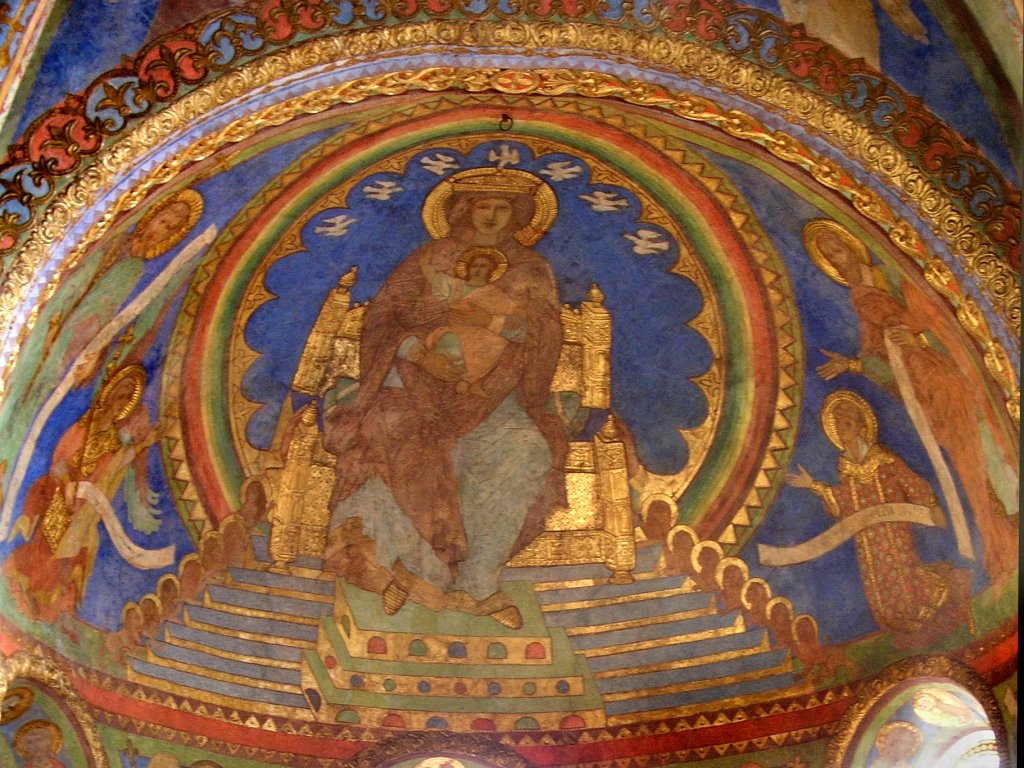
Marie sur le Trône
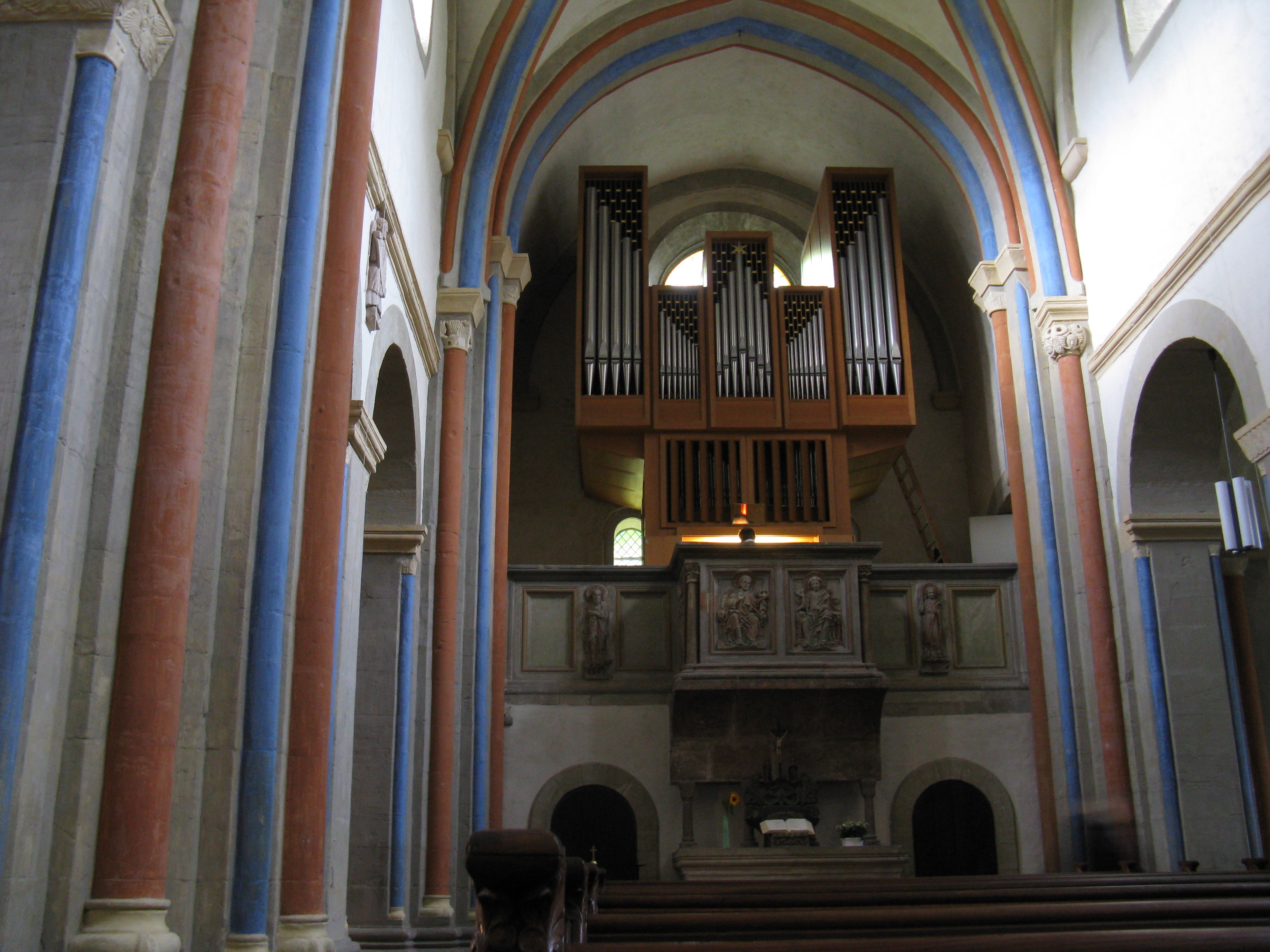
Intérieur avec orgue

## Mobilier
- Croix de triomphe (début du XVIe Siècle)
- Orgue.
- Bénédiction du Christ dans un arc de ceinture (vers 1240)
- Tombe du fondateur du monastère (milieu du XVe siècle)
- Sur le pilier central sud du joug ouest s'arque le demi-relief d'un ange (vers 1200) ; il tient une banderole avec l'hexamètre Léonin :

Miri facta vide
laudando viri lapicide
« Voyez avec louanges les œuvres de l'étonnant tailleur de pierre » ; à ses pieds sur la console le nom de l'artiste (au génitif) Wilhelmi.
- L'orgue a été construit en 1972 par Rudolf von Beckerath. Il comprend 26 registres. Il a été inauguré par l'organiste Helmut Walcha [1].

## Cloches
Dans la tour de la Neuwerkkirche pendent cinq très vieilles cloches, qui forment l'un des carillons les plus importants d'Allemagne .

## Littérature
- Georg Dehio : Manuel des monuments d'art allemands, Brême et Basse-Saxe. Darmstadt 1977
- Dieter Jungmann : L'église Neuwerk à Goslar. DKV Art Guide No. 618, Munich, Berlin, 2e édition révisée 2013,  (ISBN 978-3-422-02384-0)
- G. Ulrich Großmann : Hanovre et sud de la Basse-Saxe. Guide artistique. Cologne 1988,  (ISBN 3-7701-1864-2)
- Brochure de la paroisse protestante Neuwerk

## Liens web
- Paroisse Neuwerk à Goslar